# Kvarteret Latona

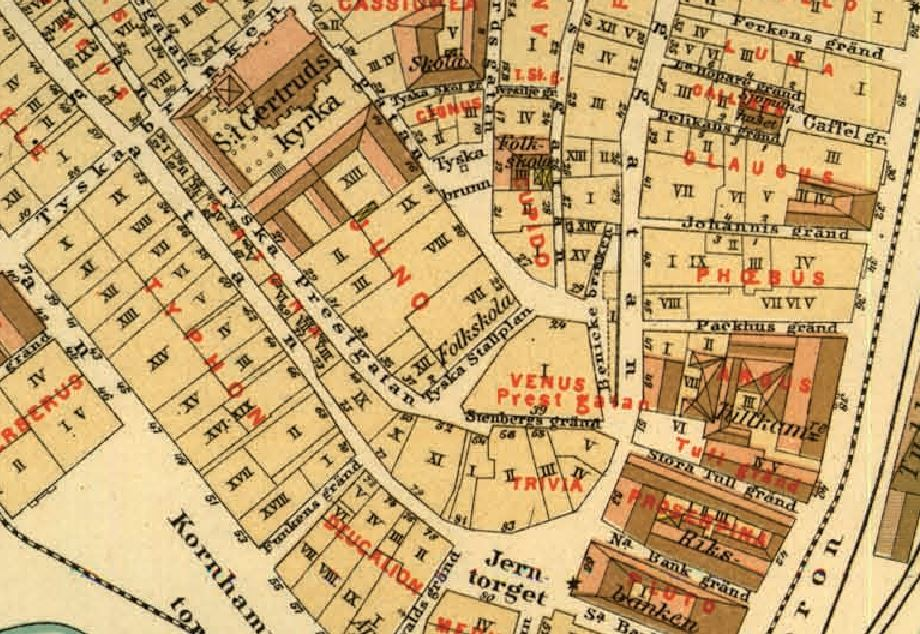
A.R. Lundgrens karta från 1885 med kvarteret Morpheus.

Kvarteret Latona är ett kvarter i Gamla stan i Stockholm. Kvarteret omges av Tyska brinken i norr, Prästgatan i öster, Västerlånggatan i väster och Mårten Trotzigs gränd i söder. Kvarteret består av elva fastigheter: Latona 1 – 11. Samma tomtindelning redovisas redan på Alfred Rudolf Lundgrens Stockholmskarta från 1885.

## Namnet
Nästan samtliga kvartersnamn i Gamla stan tillkom under 1600-talets senare del och är uppkallade efter begrepp (främst gudar) ur den grekiska och romerska mytologin. ”Latona” är det latinska namnet för Leto som i den grekiska mytologin är en titan och älskarinna till Zeus. Med honom fick hon sönerna Apollon och Artemis.

## Kvarteret

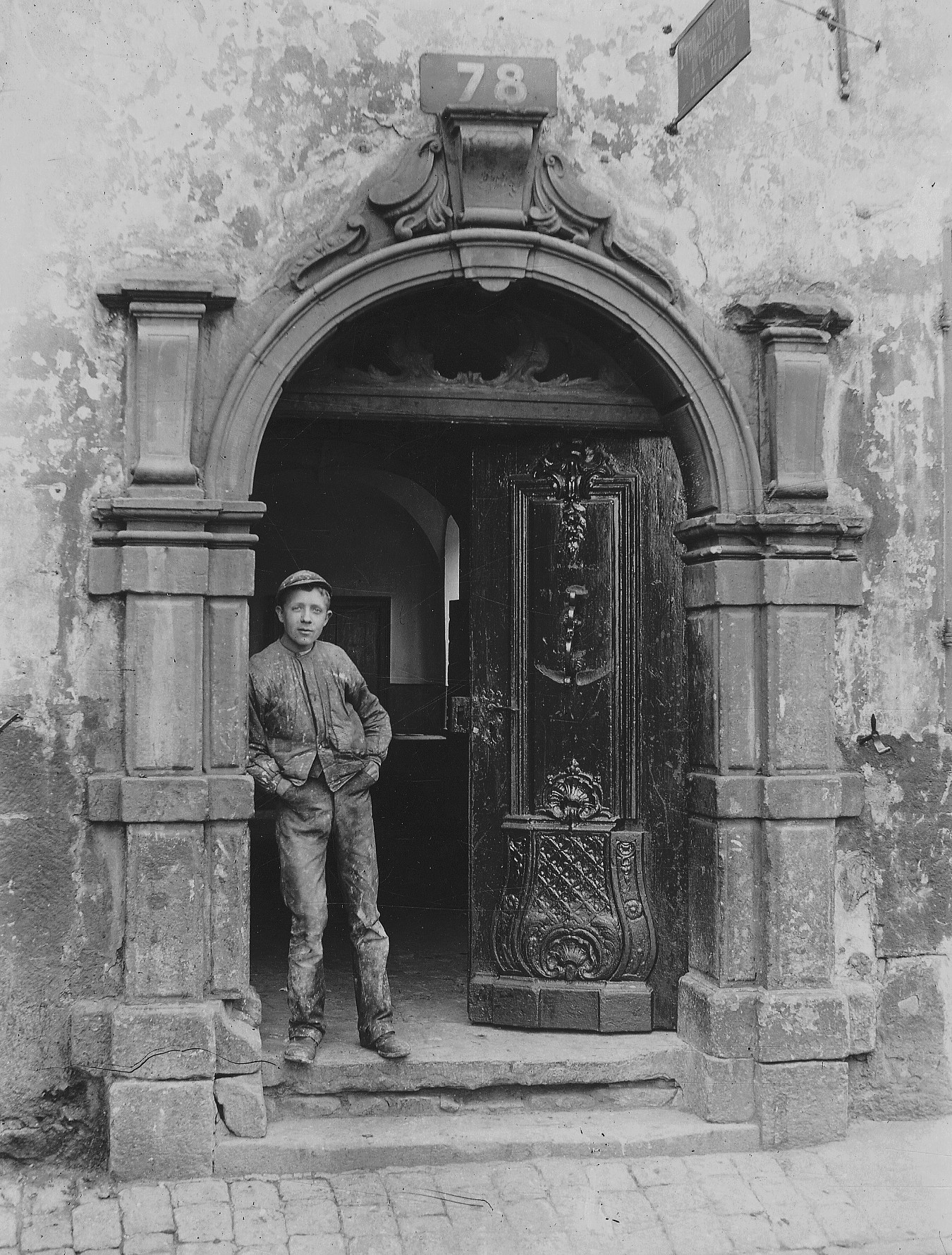
Prästgatan 78 på 1890-talet (Carl Larssons födelsehus).

Det långsmala kvarteret ligger parallellt med och väster om kvarteret Juno. Samtliga tomter går tvärs genom kvarteret. Huset mot Tyska brinken i Latona 1 är bara 8 meter bred men mot Mårten Trotzigs gränd och kvarteret Trivia vidgar sig kvarteret och har här en bredd av cirka 30 meter. I kvarteret Trivia ägde köpmannen från Tyskland, Mårten Trotzig, i slutet av 1500-talet flera fastigheter.
Tillsammans med grannkvarteren Morpheus och Iris markerar Latona var den äldsta västra stadsmuren var belägen. En trolig placering för stadsmurens västra sträckning är längs Prästgatans västra sida (se Stockholms stadsmurar). I söder begränsas Latona av Stockholms smalaste gränd; Mårten Trotzigs gränd med en bredd av endast 90 centimeter.
En av de mest kända byggnader i kvarteret ligger i Latona 11 (Prästgatan 78). Här föddes konstnären Carl Larsson den 28 maj 1853. Huset ägdes i början av 1600-talet av historikern Erik Jöransson Tegel. Husets portal i sandsten härrör från 1600-talet medan själva porten är från 1700-talet.
Fastigheten Latona 5 (Västerlånggatan 67 / Prästgatan 66) kallas Bezelii hus efter pastor primarius Christoffer Bezelius (död 1689), kyrkoherde i tyska Sankt Gertruds församling. Han lät bygga detta hus på 1670-talet. 
Fastigheten Latonia 10 hade sin första ägare i det då nybyggda huset (Västerlånggatan 77/ Prästgatan 76) år 1600 var Gunhild Pedersdotter Volger, Volger i sitt andra gifte med köpmannen Melcihior Volger.  Hon ägde förutom detta hus under sin levnad Rörstrands gård och tegelbruk samt Svartmangatan 4 och 12 under de senare åren av 1500-talet. Hon var också ägare av Blåörnen en vin källare som låg där Coop har sina lokaler på Järntorgets västra sida fram till hennes död 1619 efter att hennes svåger Didrich Bökman avlidit efter ha varit gift med bägge hennes döttrar. 
Huset ärvdes sedan av hennes måg Johan Bökman, som 1621 sålde det till Henrik Myrman, eller Meurman. Henrik Myrman bodde ännu kvar 1651, och fastigheten fanns kvar i familjen till 1684, då två av Henrik Myrmans söner sålde den till den holländske vinhandlaren Frans de Moij.  
Tidigare påminde restaurang Latona (Västerlånggatan 79) om kvartersnamnet. Här slog trubaduren Cornelis Vreeswijk 1975 ned sin antagonist, författaren Arvid Rundberg och dömdes till 5 000 kronor skadestånd samt två månaders fängelse. Numera finns här restaurang Mårten Trotzig.